# The Stench of Redemption
The Stench of Redemption — восьмой студийный альбом группы Deicide, вышедший в 2006 году.
The Stench of Redemption первый студийный альбом, который записывался без братьев Хоффман, которые были уволены из группы за прогулы концертов. Вместо них гитаристами стали Джек Оуэн (экс-Cannibal Corpse), и Ральф Сантолла (экс-Iced Earth).
Кроме 9 стандартных композиций, в ряд версий издания включается десятая песня «Black Night», которая является кавер-версией одноименной песни группы Deep Purple (следует отметить то, что Глен Бентон полностью переписал её лирику).

## Оценки альбома
Альбом получил очень высокие оценки критиков — в первую очередь за уникальное для дэт-метала звучание. Высокотехничные гитарные партии, и необычно высокий для дэта мелодизм сделали этот альбом неповторимым в звучании. По мнению сайта Metal Storm, впервые имела попытка развития дрим-дэт-метала, т.е внесение элементов транса в дэт-метал. Однако следует отметить, что тематика альбома существенно не изменилась, хотя и появилось больше мечтательной тематики.
Два заглавных трека были выпущены отдельно до реализации альбома и распространялись исключительно через iTunes 6 июня 2006 года (см. число зверя). Сам альбом не был выпущен в эту дату.

## Список композиций
Вся музыка была написана Стивом Ашеймом, а вся лирика была написана Гленом Бентоном. Впервые альбом был издан лейблом Earache Records.
1. «The Stench of Redemption» — 4:09
2. «Death to Jesus» — 3:53
3. «Desecration» — 4:31
4. «Crucified for the Innocence» — 4:35
5. «Walk with the Devil in Dreams You Behold» — 4:58
6. «Homage for Satan» — 3:59
7. «Not of This Earth» — 3:19
8. «Never to Be Seen Again» — 3:24
9. «The Lord’s Sedition» — 5:41
10. «Black Night» (LP/Япония/Трек на лимитированном CD издании) — 2:43

## Участники записи
- Глен Бентон — вокал, бас-гитара, исполнительный продюсер
- Стив Ашейм — барабаны
- Джек Оуэн — гитара (ведущая и ритм-гитара)
- Ральф Сантолла — гитара (ведущая и ритм-гитара)